# Highlands Coffee
Highlands Coffee là chuỗi cửa hàng kinh doanh cà phê và các loại đồ ăn nhanh của Việt Nam, do David Thái sáng lập vào năm 1999.

## Lịch sử
David Thái sinh năm 1972 tại Việt Nam. Năm 1979, gia đình anh tới định cư tại tiểu bang Washington, thành phố Seattle, Mỹ. Sau này, David theo học khoa Quản trị kinh doanh tại Đại học Washington. Năm 1996, David Thái trở lại Việt Nam. Anh bắt đầu sự nghiệp với quán cà phê Âu Lạc tự mở gần hồ Hoàn Kiếm. Tuy vậy, sau này anh phải rút khỏi cửa hàng do không được đầu tư.
Với doanh thu có được từ Việt Nam, David Thái bắt đầu lại với các dự án mới. Năm 1998,  anh trở thành người Việt kiều đầu tiên được cấp phép thành lập công ty tư nhân tại Hà Nội. Năm 2000, anh là Việt kiều đầu tiên đăng ký thành lập công ty cổ phần.
Tập đoàn Việt Thái (Viet Thai International - chủ sở hữu Highlands) được David Thái thành lập năm 2002. Tập đoàn mở cửa hàng cà phê đầu tiên tại metropolitan thành phố Hồ Chí Minh, gần nhà thờ Đức Bà, sau đó có thêm một cửa hàng nữa ở Hà Nội.

### 2008 - 2011: Bán cổ phần cho Jollibee
Năm 2008, Việt Thái đã phục vụ hơn 5 triệu lượt khách, với 2 triệu bữa ăn và hơn 4 triệu ly cà phê.
Tính đến năm 2009, công ty đã mở 80 điểm bán hàng ở sáu tỉnh thành trên toàn Việt Nam (Hà Nội, Thành phố Hồ Chí Minh, Hải Phòng, Đà Nẵng, Vũng Tàu và Đồng Nai).
Năm 2011, Viet Thai International bán 49% bộ phận kinh doanh ở Việt Nam và 60% bộ phận kinh doanh ở Hồng Kông cho tập đoàn Jollibee của Phillipines với mức giá 25 triệu USD. Thời điểm này, Highlands có 50 cửa hàng cà phê. Cũng trong năm này, Highlands mua lại chuỗi cửa hàng Phở 24 của ông Lý Quý Trung với mức giá khoảng 20 triệu USD.

### 2011 - nay
Năm 2015, Highlands mở rộng số cửa hàng lên 75, tính đến cuối tháng 3 năm 2017, công ty có tổng cộng 180 cửa hàng, trên 14 tỉnh thành của Việt Nam. Tính đến tháng 2 năm 2019, hãng có 211 cửa hàng.

## Sản phẩm và thương hiệu

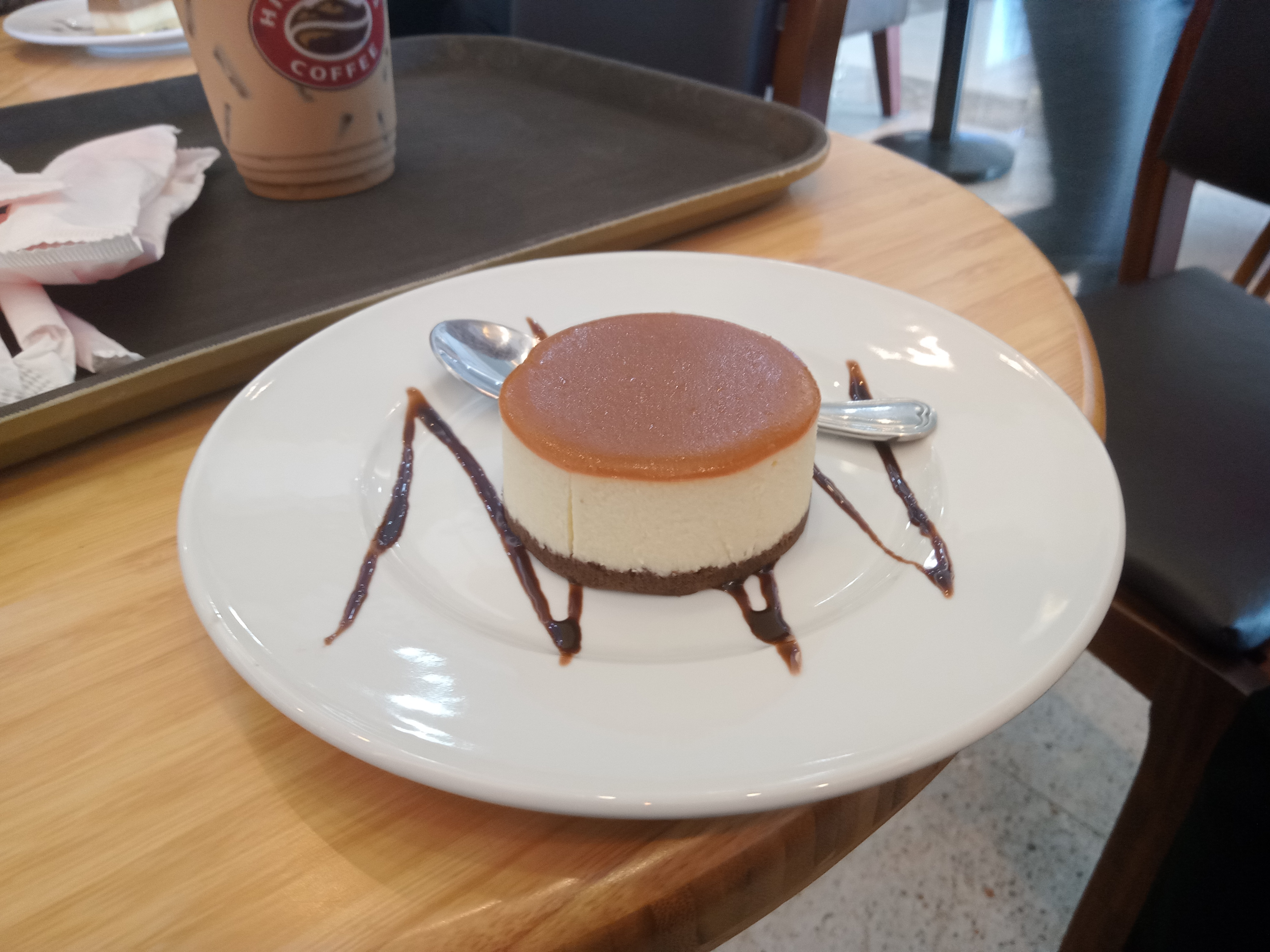
Bánh caramel phô mai

Sản phẩm chủ chốt của Highlands Coffee là đồ uống (cà phê, nước ngọt, nước hoa quả, v.v.) và thức ăn nhanh (thịt, bánh mì, bánh ngọt). Hãng còn có hai thương hiệu chị em cùng thuộc Viet Thai International là Meet & Eat và Nineteen 11 (đều về ẩm thực).

## Hình ảnh

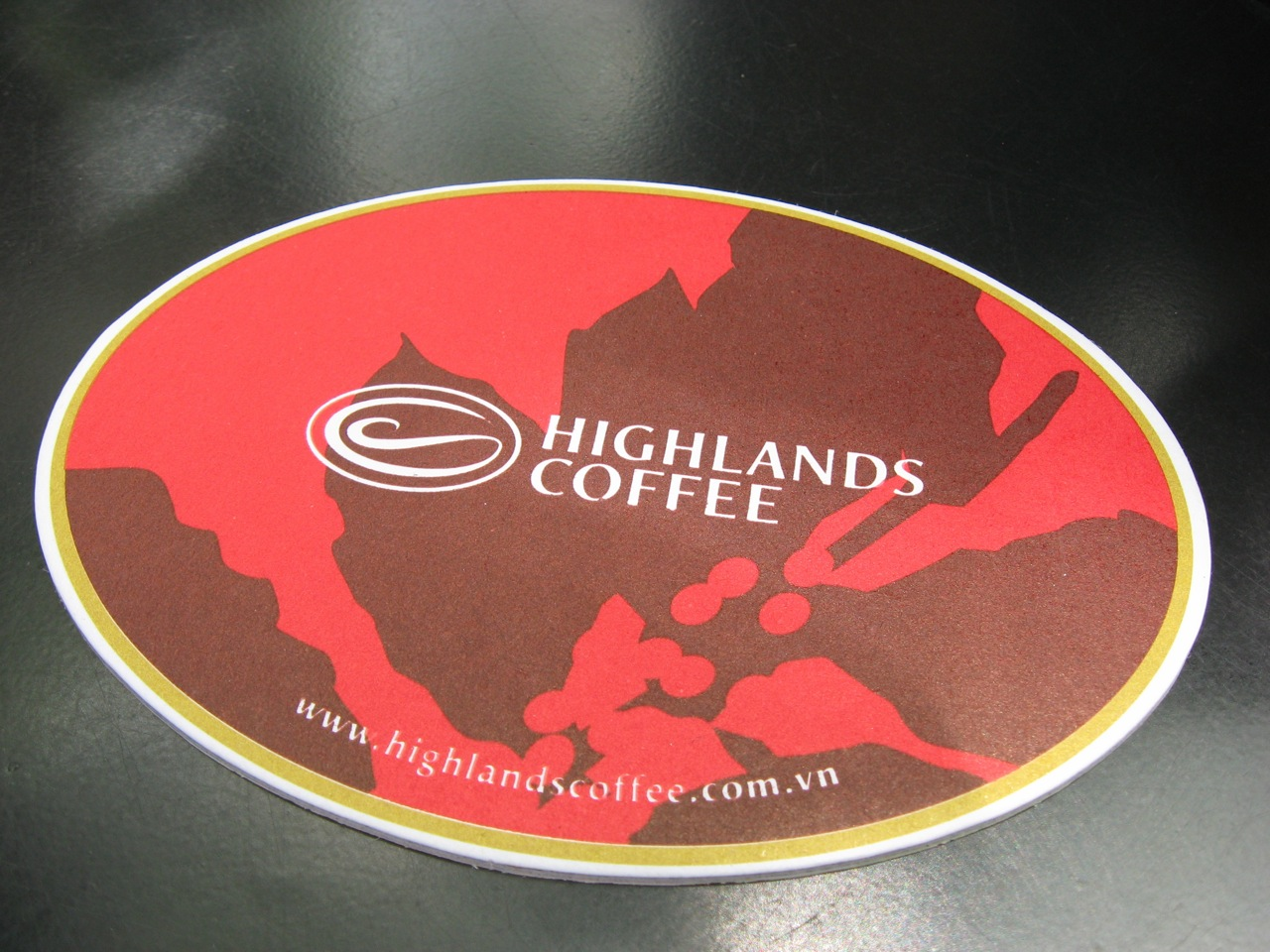
Miếng lót cốc của Highlands Coffee
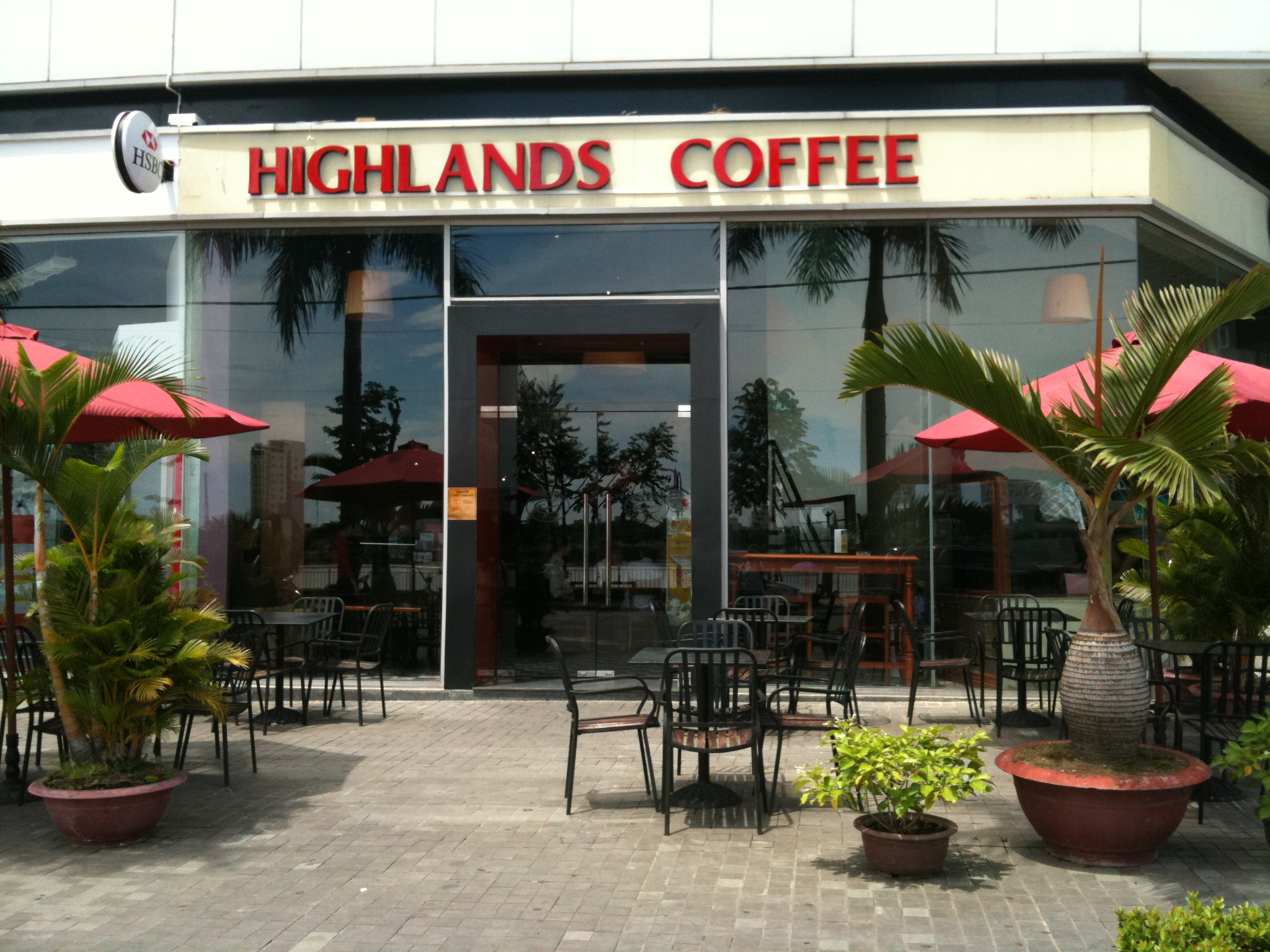
Một cửa hàng tại Đà Nẵng
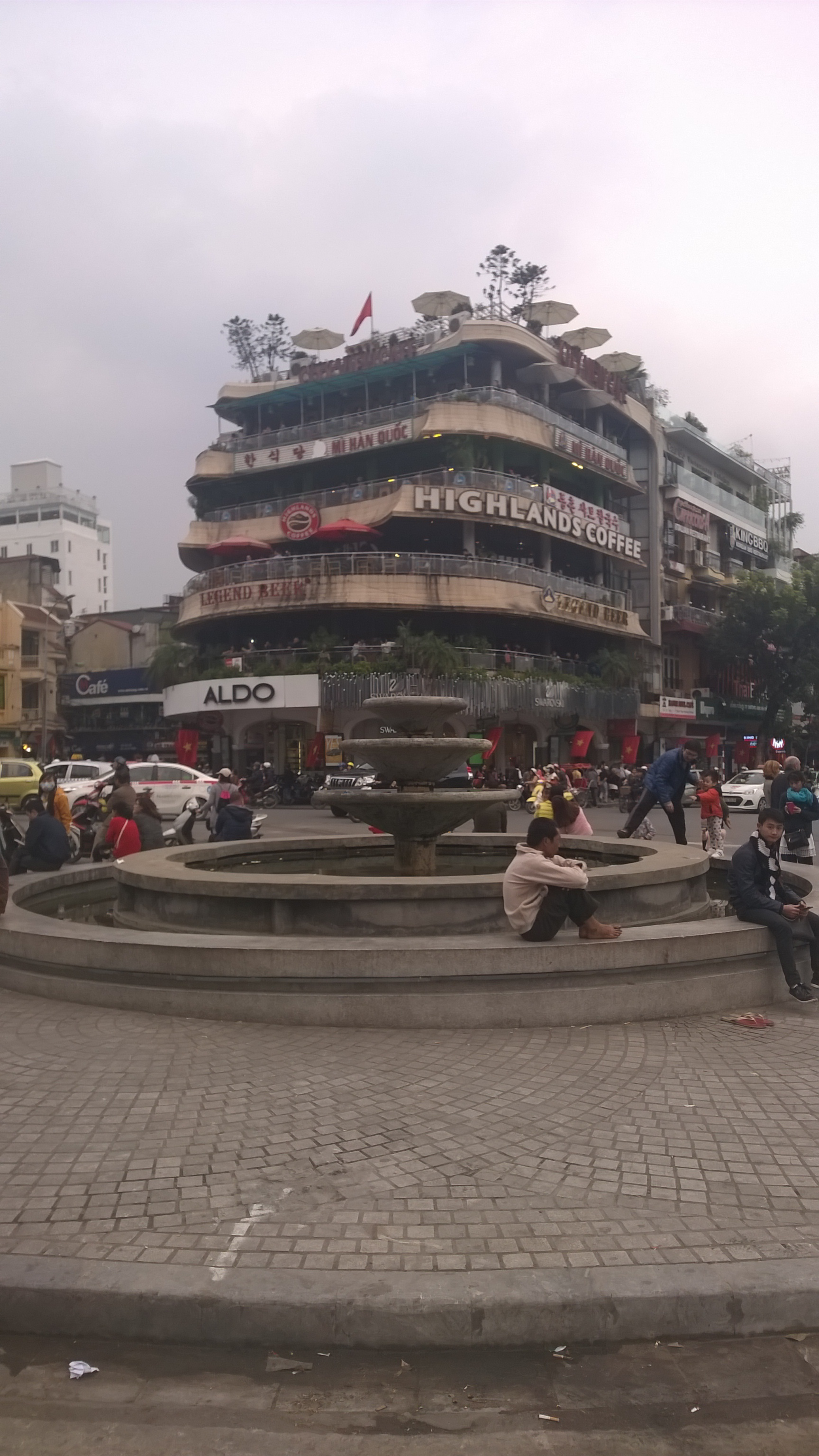
Cửa hàng tại khu Hàm cá mập, hồ Hoàn Kiếm, Hà Nội
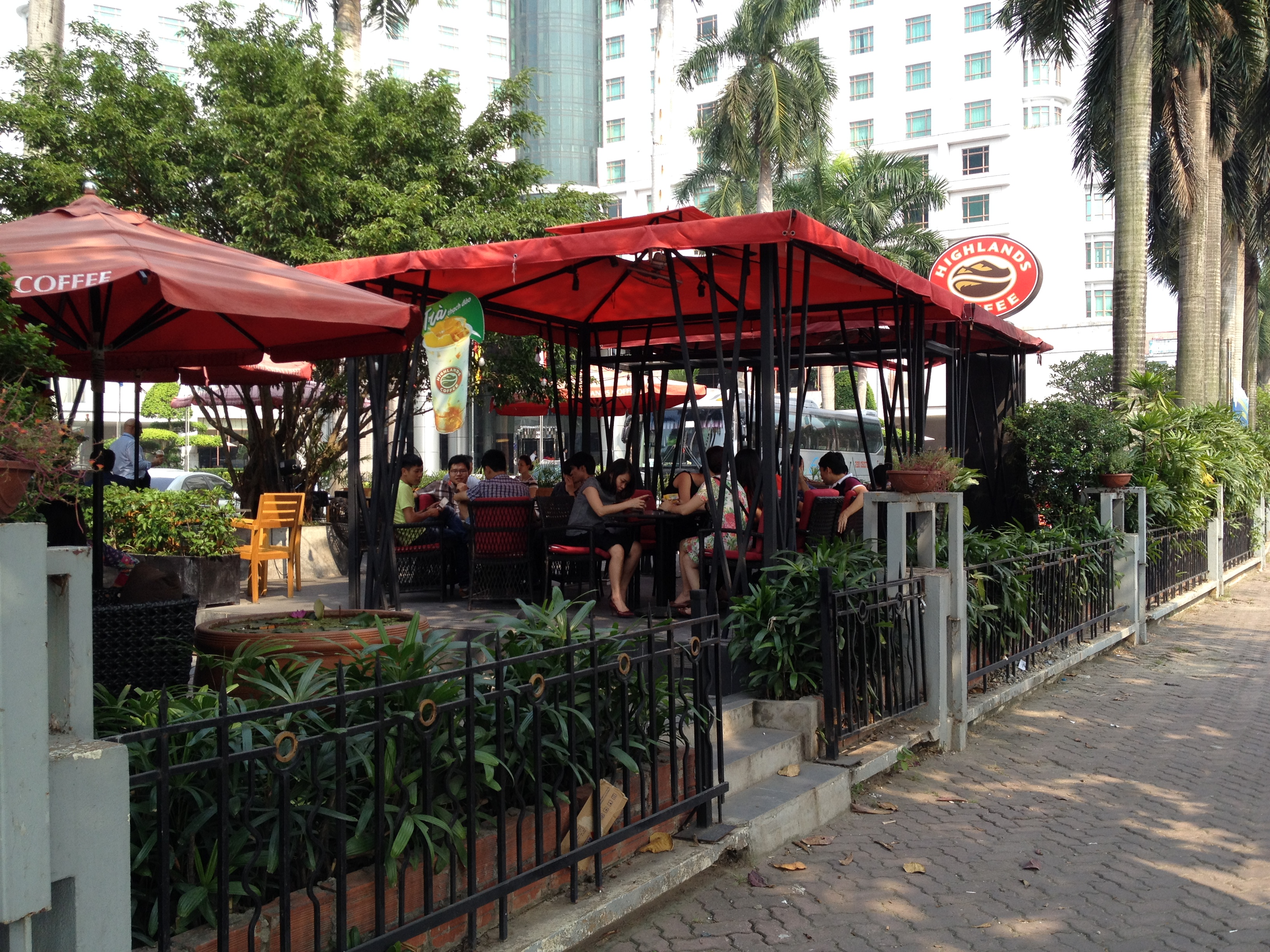
Bên trong một cửa hàng
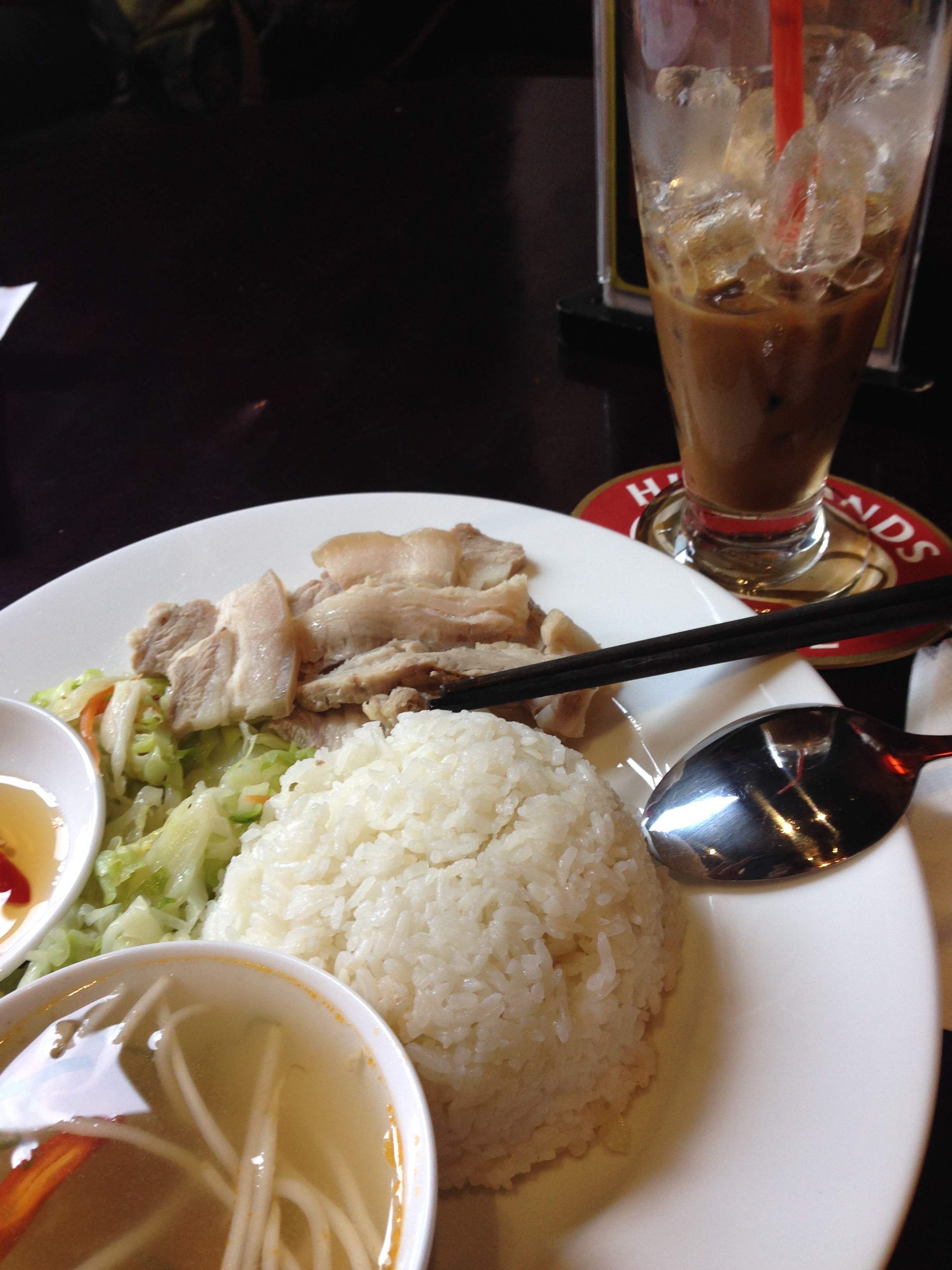
Một đĩa cơm thịt ở Highlands
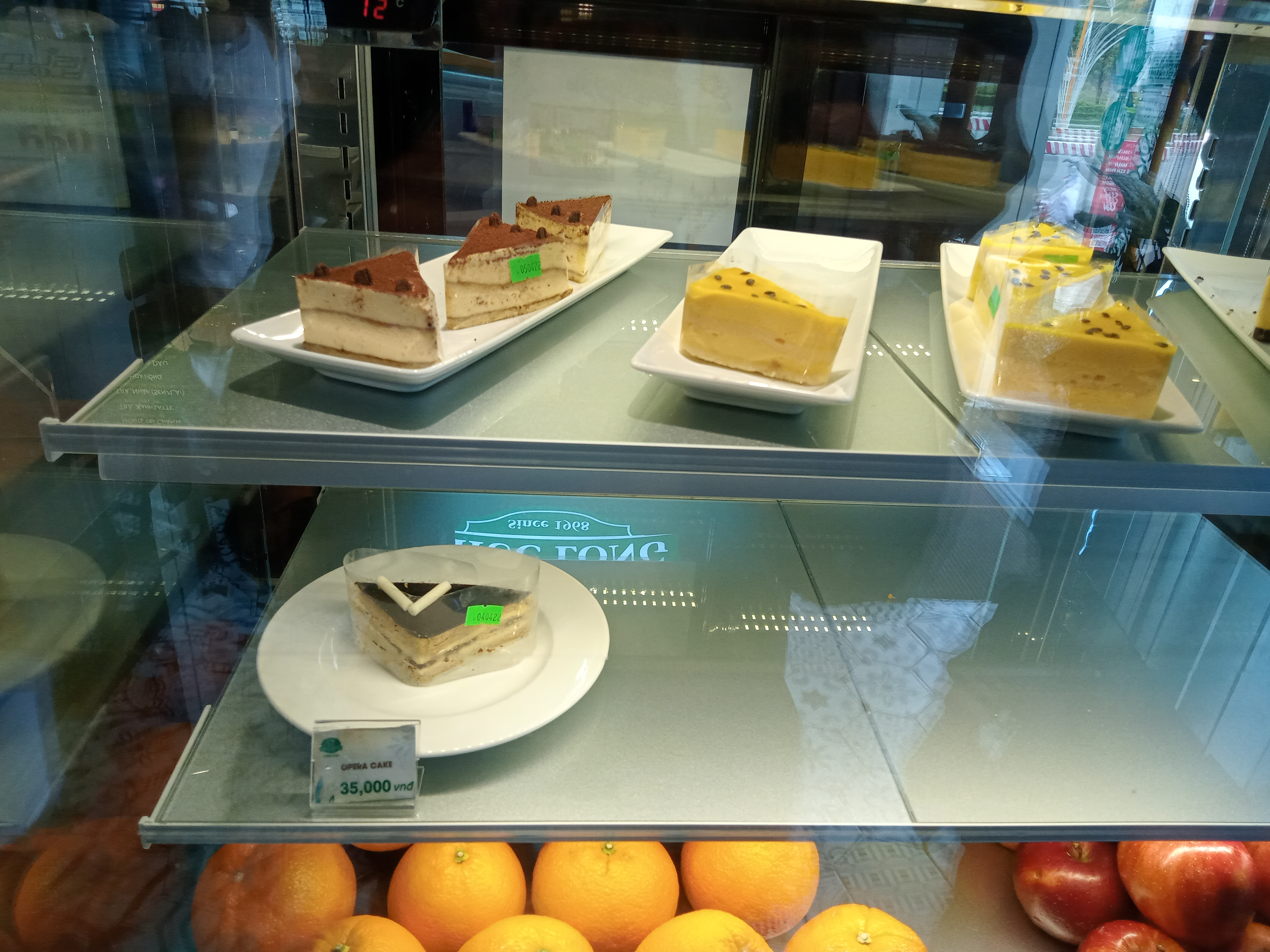
Vài món bánh ở Highlands
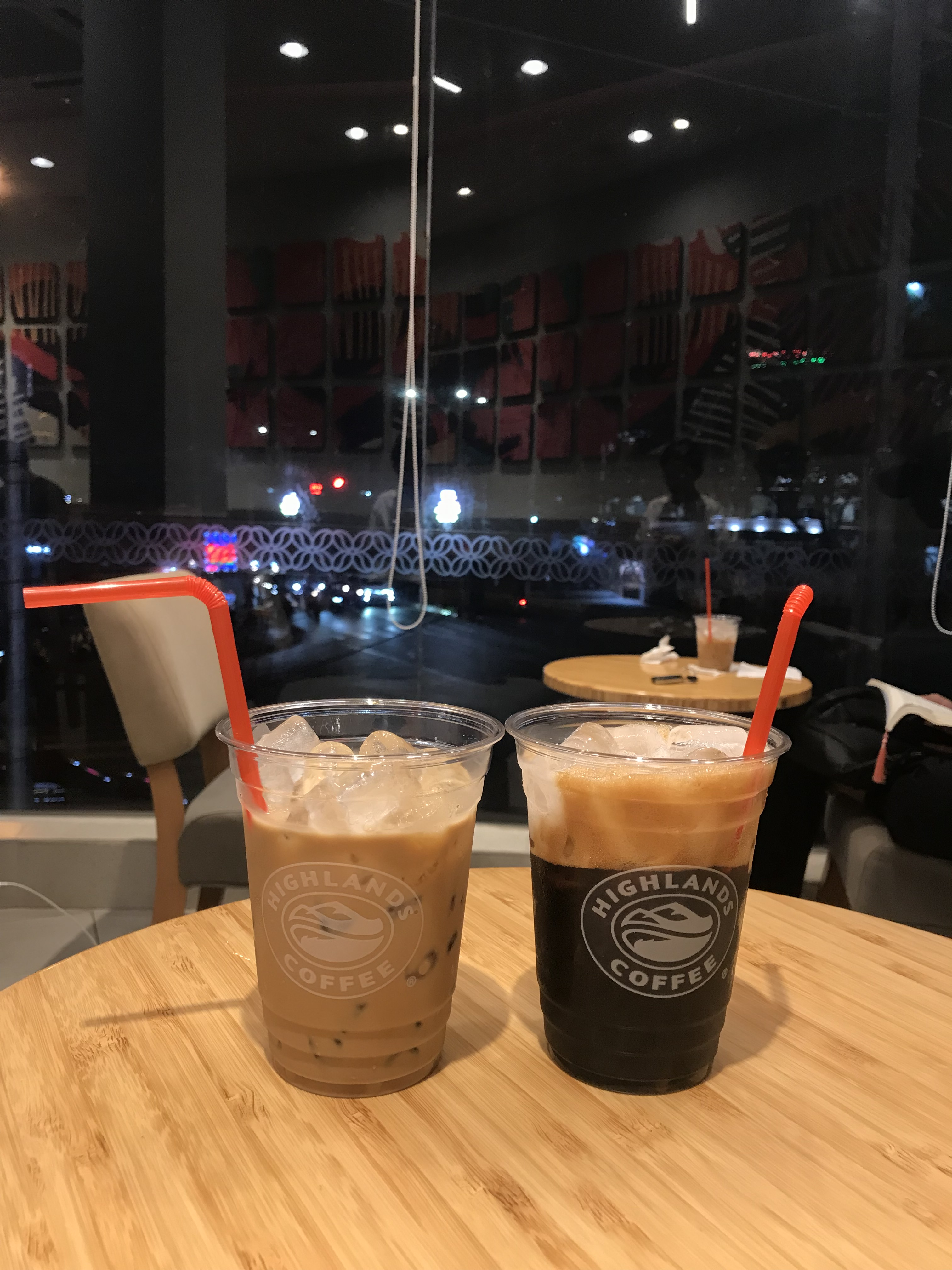
Cà phê ở Highlands